# 屈伊 (瓦兹省)
屈伊（法語：Cuy，法語發音：[kɥi]）是法国瓦兹省的一个市镇，属于贡比涅区。

## 地理
屈伊（49°35'8"N, 2°54'27"E）面积4.33 平方千米，位于法国上法蘭西大區瓦兹省，该省份为法国北部内陆省份，北起索姆省，西接厄尔省和滨海塞纳省，南至塞纳-马恩省和瓦兹河谷省，东临埃纳省。
与屈伊接壤的市镇（或旧市镇、城区）包括：迪沃、埃夫里库尔、拉尼、叙祖瓦、蒂耶斯库尔。

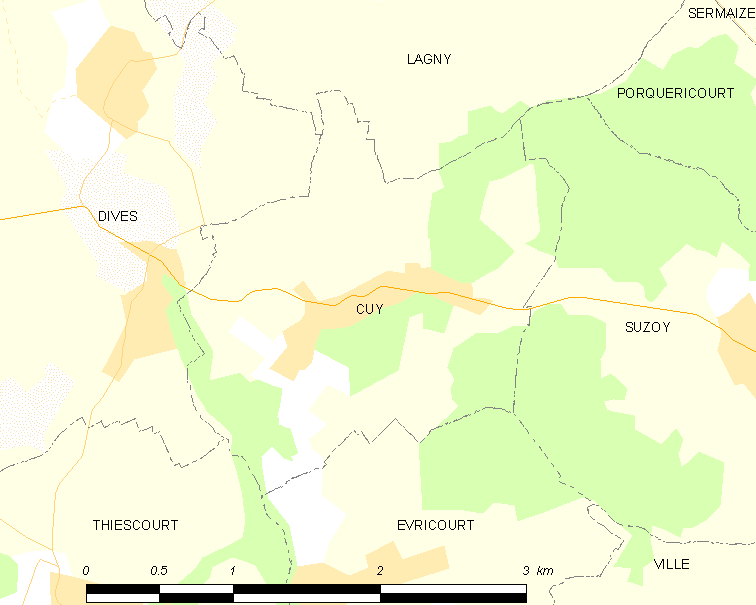
的OSM定位图

屈伊的时区为UTC+01:00、UTC+02:00（夏令时）。

## 行政
屈伊的邮政编码为60310，INSEE市镇编码为60192。

## 政治
屈伊所属的省级选区为图罗特县。

## 人口

1962-2008年间人口变化图示

屈伊于2022年1月1日时的人口数量为216人。